# 아타이 (여진)
아타이(阿台, 혹은 阿太, ᠠᡨ᠋ᠠᡳ Atai, ?-1583)는 왕가오(王杲)의 아들이다. 일부에서는 아타이가 청태조(淸太祖) 누르하치(Nurhaci, 努爾哈赤)의 외조부 아구두두(阿古都督)라고 하지만, 일부에서는 이에 동의하지 않는다. 후인들은 보통 아타이는 누르하치의 외삼촌이자 당자부(堂姐夫)라고 본다.

## 생애
왕가오 피살 후, 아타이는 아버지의 복수를 위하여 구러성(gure i hoton, 古勒寨)에 들어가 재기를 꿈꾼다. 만력(萬曆) 11년(1583) 2월, 요동총병(遼東總兵) 이성량(李成梁)은 1583년, 이성량은 '아타이를 잡지 못하였으니 결국 화의 근원이 되었다(阿台未擒, 終爲禍本)'라고 하며, 구러성(gure i hoton, 古勒城)을 공격했다. 건주여진(建州女眞) 숙수후부(蘇克蘇滸部) 툴룬성(圖倫城) 성주 니칸 와일란(Nikan wailan, 尼堪外蘭)은 이성량을 지원하고자 명군을 이끌고 구러성으로 갔다.
아타이의 처는 기오창가(Giocangga, 覺昌安)의 장남 리둔(禮敦, Lidun)의 딸이자, 누르하치의 사촌누이였다. 기오창가와 아들 탁시(Taksi, 塔克世)는 구러성으로 들어갔다. 이때 니칸 와일란은 아타이와 구러성 백성에게 '천조의 대병이 왔으니 너(아타이)를 풀어주고 군대를 돌릴 리가 있겠는가! 너희는 차라리 아타이를 죽이고 귀순하는 것이 낫다. 태사께서 명령을 내리시어 아타이를 죽일 수 있는 자는 이 성의 주인으로 삼으라고 하셨다(天朝大兵旣來, 豈有釋汝班師之理! 汝等不如殺阿台歸順. 太師有令, 若能殺阿台者, 卽令爲此城之主)'라고 소리치며 선동하였다. 얼마 후 아타이는 부하에게 살해당하였고, 이후 왕가오의 후손 모두 살해되었다.
이때 기오창가와 탁시도 오인으로 인하여 살해되었다. 누르하치는 명(明)의 변방 관리를 책문하면서 '내 조부와 부친이 왜 살해되었는가? 너희는 우리의 불구대천 원수이다. 네 무슨 말을 할 수 있겠는가?(我祖•父何故被害? 汝等乃我不共戴天之仇也! 汝何爲辭?)'라고 말하였고, 명의 사신은 사과하며 '고의가 아니라 실수였다(非有意也, 誤耳.)'고 답하였다. 이는 후에 누르하치가 명 원정 출병 당시 선포한 칠대한(七大恨) 중 제1대한이 된다.

## 같이 보기
- 여진의 지도자 목록